# Velký Šenov
Velký Šenov (niem. Groß-Schönau in Böhmen) – miasto w Czechach, w kraju usteckim. Według danych z 31 grudnia 2003 powierzchnia miasta wynosiła 1 892 ha, a liczba jego mieszkańców 1 978 osób.

## Demografia
| Rok             | 1970  | 1980  | 1991  | 2001  | 2003  |
| --------------- | ----- | ----- | ----- | ----- | ----- |
| Liczba ludności | 2 462 | 2 338 | 1 943 | 2 014 | 1 978 |

Źródło: Czeski Urząd Statystyczny

## Miasta partnerskie
| Miasta partnerskie | Miasta partnerskie | Miasta partnerskie | Miasta partnerskie | Miasta partnerskie | Miasta partnerskie          |
| Lp.                | Miasto             | Powiat             | Województwo        | Kraj               | Data rozpoczęcia współpracy |
| ------------------ | ------------------ | ------------------ | ------------------ | ------------------ | --------------------------- |
| 1.                 | Lwówek Śląski      | lwówecki           | dolnośląskie       | Polska             | 16 listopada 2000           |